# Liste der deutschen Orden und Ehrenzeichen
Diese Liste der deutschen Orden und Ehrenzeichen verzeichnet die von deutschen Staaten vergebenen Orden und Ehrenzeichen.

## Bundesrepublik Deutschland

Wappen der Bundesrepublik Deutschland

### Orden und Ehrenzeichen des Bundes

#### Verleihung durch denBundespräsidenten
- Verdienstorden der Bundesrepublik Deutschland (1951)[Anm. 1]
- Eichendorff-Plakette (1983)[1]
- Grubenwehr-Ehrenzeichen (1953)[1]
- Pro-Musica-Plakette (1968)[1]
- Silbermedaille für den Behindertensport (1978–1993)[1]
- Silbernes Lorbeerblatt (1950)[2]
- Sportplakette des Bundespräsidenten (1984)[1]
- Zelter-Plakette (1956)[1]

#### Verleihung durch denBundesminister der Verteidigung(Bundeswehr)
- Ehrenzeichen der Bundeswehr (1980)[Anm. 1]
  - Ehrenmedaille der Bundeswehr (1980)
  - Ehrenkreuz der Bundeswehr (1980)
  - Ehrenkreuz der Bundeswehr für Tapferkeit (2008)
- Einsatzmedaille der Bundeswehr (1996)[Anm. 2]
- Einsatzmedaille Gefecht (2010)

#### Verleihung durch denBundesminister des Innern
- Ehrenzeichen des Technischen Hilfswerks
- Afghanistan-Spange

#### Verleihung gemeinsam durch den BMI und BMVg
- Einsatzmedaille Fluthilfe 2002 des BMI / BMVg anlässlich des Elbehochwassers 2002
- Einsatzmedaille Fluthilfe 2013 des BMI / BMVg anlässlich des Hochwassers 2013
- Einsatzmedaille Fluthilfe 2021 des BMI / BMVg / BMDV anlässlich des Hochwassers 2021

### Von nichtstaatlichen Stellen verliehene anerkannte Ehrenzeichen
- Orden Pour le Mérite für Wissenschaften und Künste (1952)
- Ehrenzeichen des Deutschen Roten Kreuzes (1953)
- Deutsches Feuerwehr-Ehrenkreuz des Deutschen Feuerwehrverbandes (1953)[Anm. 1]
- Medaille für Rettung aus Seenot der DGzRS
- Ehrenzeichen der Deutschen Verkehrswacht (1957)
- Ehrenzeichen des Johanniterordens (1959)
- Goethe-Medaille (1955)
- Deutsches Sportabzeichen (1912)
- Deutsches Rettungsschwimmabzeichen des ASB in Silber und Gold[Anm. 3]
- Deutsches Rettungsschwimmabzeichen der DLRG in Silber und Gold[Anm. 3]
- Deutsches Rettungsschwimmabzeichen der Wasserwacht des DRK in Silber und Gold[Anm. 3]

### Orden und Ehrenzeichen der Bundesländer
Ein jedes der 16 Bundesländer verleiht eigene Orden und Ehrenzeichen, mit Ausnahme der Hansestädte (s. Hanseat #Auszeichnungen). Einen Überblick hierzu geben folgende Listen:
- Liste der Orden und Ehrenzeichen Baden-Württembergs
- Liste der bayerischen Orden und Ehrenzeichen
- Liste der Orden und Ehrenzeichen des Landes Berlin
- Liste der brandenburgischen Orden und Ehrenzeichen
- Liste der Bremer Ehrenzeichen
- Liste staatlicher Hamburger Auszeichnungen
- Liste der hessischen Orden und Ehrenzeichen
- Liste der Orden und Ehrenzeichen Mecklenburg-Vorpommerns
- Liste der niedersächsischen Orden und Ehrenzeichen
- Liste der Orden und Ehrenzeichen Nordrhein-Westfalens
- Liste der Orden und Ehrenzeichen des Landes Rheinland-Pfalz
- Liste der saarländischen Orden und Ehrenzeichen
- Liste der sächsischen Orden und Ehrenzeichen
- Liste der Orden und Ehrenzeichen Sachsen-Anhalts
- Liste der Orden und Ehrenzeichen Schleswig-Holsteins
- Liste der Thüringer Orden und Ehrenzeichen

## Heiliges Römisches Reich
Die ältesten deutschen Orden waren geistliche Ritterorden, die ihren Großmeister selbst wählten, die ab dem 16. Jahrhundert selbst die Stellung eines Reichsfürsten innehatten:
- Großpriorat Deutschland des Johanniterordens (1187)
- Deutscher Orden (1191)

Das Heilige Römische Reich selbst verlieh keine Orden und Ehrenzeichen, der Kaiser ernannte jedoch Ritter vom Goldenen Sporn und stiftete im 18. Jahrhundert Orden und Ehrenzeichen für die Reichsritterschaft:
- Kaiserliches Gnadenzeichen der Hauptleute des Fränkischen Ritterkreises (1718)
- Orden des heiligen Josephs zu Burgfriedberg (1768)
- Ritterorden des Kantons Odenwald (1788)
- Orden der unmittelbaren Reichsritterschaft in Schwaben (1793)

Die von den Kaisern aus dem Haus Habsburg verliehenen Orden und Ehrenzeichen sind in der Liste der österreichischen Orden und Ehrenzeichen aufgeführt.

## Deutsches Reich bis 1918

Wappen des Deutschen Reiches bis 1918. Das Preußische Wappen ist mit der Collane des Schwarzen Adlerordens umhangen

Das Deutsche Kaiserreich kannte keine eigenen Orden. Verleihung von Titeln sowie Stiftung und Verleihung von Orden waren Reservatrechte der Landesherren und die zahlreichen Orden des Kaiserreiches waren die Orden der einzelnen Bundesstaaten. Zwar haben sowohl Wilhelm I. als auch Wilhelm II. in ihrer Eigenschaft als deutsche Kaiser Gedenkmünzen und Ehrenzeichen gestiftet, Stiftungen und Verleihungen von Orden jedoch nahmen sie ausschließlich in ihrer Eigenschaft als Könige von Preußen vor (siehe Liste der preußischen Orden und Ehrenzeichen).
- Kriegsdenkmünze für die Feldzüge 1870–71 (1871)
- Seewart-Medaille (1881)
- Kriegerverdienstmedaille (1892)
- Jerusalem-Kreuz (1898)
- China-Denkmünze (1901)
- Südwestafrika-Denkmünze (1907)
- Kolonial-Denkmünze (1912)
- Helvetia Benigna-Medaille (1917)
- Kreuz für Verdienste um das Militär-Brieftaubenwesen (1917)

### Ehrenzeichen von Truppenteilen bis 1918
- Souville-Abzeichen (Souville-Eichenblatt), Reserve-Infanterie-Regiment 81 (1916)
- Souville-Abzeichen (Souville-Knopf), Reserve-Infanterie-Regiment 88 (1916)

## Weimarer Republik

Wappen des
Deutschen Reichs
(1920–1935)

### Staatliche Auszeichnungen in der Weimarer Republik
- Adlerschild des Deutschen Reiches (1922)
- Erinnerungsabzeichen für Heeres-Luftschiffer (1920)
- Erinnerungsabzeichen für Marine-Luftschiffer (1920)
- Kampfwagen-Erinnerungsabzeichen (1921)
- Kolonialabzeichen (1922)

### Nicht-Staatliche Auszeichnungen in der Weimarer Republik
- Kolonialauszeichnung (Löwenorden)
- Flandernkreuz
- Deutsche Ehrendenkmünze des Weltkriegs (Deutsche Ehrenlegion)
- Kriegsehrenkreuz (Ehrenbund deutscher Weltkriegsteilnehmer)

### Freikorpsauszeichnungen
- Baltenkreuz
- Schlesischer Adler

## Freie Stadt Danzig
- Rettungsmedaille (1927)
- Erinnerungszeichen für Verdienst um das Feuerlöschwesen (1932)
- Feuerwehr-Ehrenzeichen
- Treuedienst-Ehrenzeichen
- Polizei-Dienstauszeichnung
- Danziger Kreuz (1939)
- Ehrenzeichen des Roten Kreuzes (bis 1934)
- Verdienstkreuz des Roten Kreuzes (ab 1934)
- Verdienstplakette der Freien Stadt Danzig
- Flak-Erinnerungsabzeichen der Stadt Danzig
- Ehrennadel der SS-Heimwehr Danzig (1939)

## Auszeichnungen desDritten Reiches
Kriegsauszeichnungen des Zweiten Weltkriegs dürfen in der Bundesrepublik Deutschland nur ohne nationalsozialistische Embleme in der 1957 festgelegten Fassung getragen werden. Andere Auszeichnungen aus der NS-Zeit dürfen gemäß dem „Gesetz über Titel, Orden und Ehrenzeichen“ von 1957 nicht getragen werden.
- Rettungsmedaille (1933) (1933)
- Ehrenkreuz des Weltkrieges 1914–1918 (1934)
- Olympia-Ehrenzeichen (1936)
- Olympia-Erinnerungsmedaille (1936)
- Reichsfeuerwehrehrenzeichen (1936)
- Reichsgrubenwehr-Ehrenzeichen (1936)
- Deutscher Nationalorden für Kunst und Wissenschaft (1937)
- Verdienstorden vom Deutschen Adler (1937)
- Ehrenkreuz der deutschen Mutter (1938)
- Grubenwehr-Ehrenzeichen (1938)
- Luftschutz-Ehrenzeichen (1938)
- Medaille zur Erinnerung an den 13. März 1938 (1938)
- Medaille zur Erinnerung an den 1. Oktober 1938 und Spange Prager Burg (1938)
- Medaille zur Erinnerung an die Heimkehrer des Memellandes (1939)
- Spanienkreuz (1939)
- Verwundetenabzeichen für Mitglieder der Legion Condor im Spanischen Bürgerkrieg (1939)
- Ehrenkreuz für Hinterbliebene Deutscher Spanienkämpfer (1939)
- Ehrenzeichen für deutsche Volkspflege (1939)
- Deutsches Schutzwall-Ehrenzeichen (1939)
- Kriegsverdienstkreuz und Kriegsverdienstmedaille (1939)
- Verwundetenabzeichen (1939)[Anm. 3]
- Eisernes Kreuz (1939)
  - Großkreuz des Eisernen Kreuzes
  - Ritterkreuz des Eisernen Kreuzes mit fünf Abstufungen
  - Eisernes Kreuz
- Deutsches Kreuz (1941)
- Medaille Winterschlacht im Osten 1941/42 (1942)
- Tapferkeits- und Verdienstauszeichnung für Angehörige der Ostvölker (1942)
- Kraftfahrbewährungsabzeichen (1942)
- Verwundetenabzeichen 20. Juli 1944 (1944)
- Bandenkampfabzeichen[Anm. 3] (1944)
- Scharfschützenabzeichen[Anm. 3] (1944)
- Ärmelschilde
Trageweise am linken Oberarm
  - Narvikschild (1940)
  - Cholmschild (1942)
  - Krimschild (1942)
  - Demjanskschild (1943)
  - Kubanschild (1943)
  - Warschauschild (1945)
- Ärmelbänder
Trageweise um den linken Unterarm
  - Ärmelband Afrika (1943)
  - Ärmelband Kreta (1942)
  - Ärmelband Metz 1944 (1944)
  - Ärmelband Kurland (1945)

### Heer
- Panzertruppenabzeichen der Legion Condor (1936)
- Fallschirmschützenabzeichen des Heeres (1937)
- Infanterie-Sturmabzeichen (1939)
- Panzerkampfabzeichen (1939)[Anm. 3]
- Allgemeines Sturmabzeichen (1940)[Anm. 3]
- Heeres-Flakabzeichen (1941)
- Sonderabzeichen für das Niederkämpfen von Panzerkampfwagen durch Einzelkämpfer (1942)
- Nahkampfspange (1942)
- Ballonbeobachterabzeichen (1944)[Anm. 3]
- Ehrenblattspange des Heeres (1944)
- Tieffliegervernichtungsabzeichen (1945)

### Luftwaffe
- Flugzeugführerabzeichen (1935)
- Beobachterabzeichen (1935)
- Gemeinsames Flugzeugführer- und Beobachterabzeichen (1935)
- Fliegerschützenabzeichen (1935)
- Fallschirmschützenabzeichen der Luftwaffe (1936)
- Flieger-Erinnerungsabzeichen (1936)
- Segelflugzeugführerabzeichen (1940)
- Frontflugspange (1941)[Anm. 3]
- Flak-Kampfabzeichen der Luftwaffe (1941)
- Erdkampfabzeichen der Luftwaffe (1942)[Anm. 3]
- Seekampfabzeichen der Luftwaffe (1944)
- Ehrenblattspange der Luftwaffe (1944)
- Nahkampfspange der Luftwaffe (1944)[Anm. 3]
- Panzerkampfabzeichen Luftwaffe (1944)[Anm. 3]

### Kriegsmarine
- U-Boot-Kriegsabzeichen (1939)
- Zerstörer-Kriegsabzeichen (1940)
- Kriegsabzeichen für Minensuch-, U-Boot-Jagd- und Sicherungsverbände (1940)
- Kriegsabzeichen für Hilfskreuzer (1941)
- Flotten-Kriegsabzeichen (1941)
- Schnellboot-Kriegsabzeichen (1941)
- Kriegsabzeichen für die Marineartillerie (1941)
- Abzeichen für Blockadebrecher (1941)
- Ehrenblattspange der Kriegsmarine (1944)
- Kampfabzeichen der Kleinkampfmittel in sieben Stufen (1944)[Anm. 3]
- Bewährungsabzeichen für Kleinkampfmittel (1944)
- U-Boot-Frontspange (1944)
- Marine-Frontspange (1944)

### Waffen-SS
- Germanische Leistungsrune (1943)

### Öffentliche Verwaltung
- Treudienst-Ehrenzeichen (1938)
- Zollgrenzschutz-Ehrenzeichen (1939)
- Medaille für treue Dienste in den Ostgebieten des Reichsmin. f. d. besetzten Ostgebiete (1941)

## Deutsche Demokratische Republik

Wappen der DDR von 1955 bis 1990

### Orden
- Karl-Marx-Orden (1953)
- Vaterländischer Verdienstorden (1954)
- Banner der Arbeit (1954)
- Stern der Völkerfreundschaft (1959)
- Blücher-Orden (1965)
- Scharnhorst-Orden (1966)
- Kampforden „Für Verdienste um Volk und Vaterland“ (1966)
- Militärischer Verdienstorden der Deutschen Demokratischen Republik (1982)[4]

### Preise
- Nationalpreis der Deutschen Demokratischen Republik (1949)
- Heinrich-Greif-Preis (1951)
- Lessing-Preis (1954)
- Preis für künstlerisches Volksschaffen (1955)
- Heinrich-Heine-Preis (1956)
- Ćišinski-Preis (1956)
- Carl-Blechen-Preis (1956)
- Johannes-R.-Becher-Medaille (1958)
- Kunstpreis der DDR (1959)
- Rudolf-Virchow-Preis (1960)
- GutsMuths-Preis (1961)
- Friedrich-Engels-Preis (1970)
- Theodor-Körner-Preis (DDR) (1970)
- Architekturpreis der Deutschen Demokratischen Republik (1976)
- Designpreis der Deutschen Demokratischen Republik (1978)
- Jacob-und-Wilhelm-Grimm-Preis (1979)[4]

### Ehrentitel
- Aktivistenabzeichen der volkseigenen Betriebe (1949)
- Aktivistenabzeichen der Maschinen-Ausleih-Stationen (1949)
- Verdienter Lehrer des Volkes (1949)
- Verdienter Arzt des Volkes (1949)
- Held der Arbeit (1950)
- Verdienter Aktivist (1950)
- Verdienter Erfinder (1950)
- Brigade der ausgezeichneten Qualität (1950)
- Brigade der besten Qualität (1950–1964)
- Verdienter Bergmann der Deutschen Demokratischen Republik (1950)
- Meisterhauer (1950)
- Verdienter Eisenbahner der Deutschen Demokratischen Republik (1950)
- Hervorragender Wissenschaftler des Volkes (1951)
- Verdienter Techniker des Volkes (1951)
- Meisterbauer (1951–1960)
- Verdienter Züchter (1952)
- Verdienter Tierarzt (1952)
- Verdienter Meister (1953–1958)
- Bester Meister (1953)
- Aktivist des Fünfjahrplanes (1953–1960)
- Brigade der kollektiven Aktivistenarbeit (1953–1960)
- Hervorragender Genossenschaftler (1954)
- Brigade der hervorragenden Leistung (1954–1977)
- Meister des Sports (1954)
- Verdienter Meister des Sports (1954)
- Hervorragende Jugendbrigade der Deutschen Demokratischen Republik (1955–1963)
- Brigade der sozialistischen Arbeit (1959–1962)
- Gemeinschaft der sozialistischen Arbeit (1960–1962)
- Meisterbauer der genossenschaftlichen Produktion (1960)
- Hervorragender Jungaktivist (1960)
- Aktivist des Siebenjahrplanes (1960–1969)
- Kollektiv der sozialistischen Arbeit (1962)
- Hervorragendes Jugendkollektiv der Deutschen Demokratischen Republik (1963)
- Verdienter Seemann (1965)
- Verdienter Volkspolizist der Deutschen Demokratischen Republik (1966)
- Betrieb der sozialistischen Arbeit (1969)
- Aktivist der sozialistischen Arbeit (1969)
- Verdienter Mitarbeiter der Staatssicherheit (1969)
- Verdienter Mitarbeiter der Zollverwaltung der Deutschen Demokratischen Republik (1972)
- Verdienter Bauarbeiter der Deutschen Demokratischen Republik (1972)
- Verdienter Militärflieger der Deutschen Demokratischen Republik (1974)
- Verdienter Energiearbeiter der Deutschen Demokratischen Republik (1975)
- Verdienter Metallurge der Deutschen Demokratischen Republik (1975)
- Verdienter Chemiearbeiter der Deutschen Demokratischen Republik (1975)
- Verdienter Metallarbeiter der Deutschen Demokratischen Republik (1975)
- Verdienter Werktätiger der Leicht-, Lebensmittel- und Nahrungsgüterindustrie der Deutschen Demokratischen Republik (1975)
- Verdienter Werktätiger des Verkehrswesens der Deutschen Demokratischen Republik (1975)
- Verdienter Mitarbeiter des Handels der Deutschen Demokratischen Republik (1975)
- Verdienter Werktätiger des Bereiches der haus- und kommunalwirtschaftlichen Dienstleistungen der Deutschen Demokratischen Republik (1975)
- Verdienter Werktätiger des Post- und Fernmeldewesens der Deutschen Demokratischen Republik (1975)
- Verdienter Hochschullehrer der Deutschen Demokratischen Republik (1975)
- Held der Deutschen Demokratischen Republik (1975)
- Verdienter Angehöriger der Nationalen Volksarmee (1975)
- Verdienter Angehöriger der Grenztruppen der Deutschen Demokratischen Republik (1975)
- Verdienter Tierarzt der Deutschen Demokratischen Republik (1976)
- Verdienter Genossenschaftsbauer der Deutschen Demokratischen Republik (1976)
- Verdienter Werktätiger der Land- und Forstwirtschaft der Deutschen Demokratischen Republik (1977)
- Verdienter Angehöriger der Zivilverteidigung der Deutschen Demokratischen Republik (1977)
- Fliegerkosmonaut der Deutschen Demokratischen Republik (1978)
- Verdienter Mitarbeiter der Planungsorgane der Deutschen Demokratischen Republik (1978)
- Verdienter Mitarbeiter des Finanzwesens der Deutschen Demokratischen Republik (1978)
- Verdienter Jurist der Deutschen Demokratischen Republik (1979)
- Verdienter Wasserwirtschaftler der Deutschen Demokratischen Republik (1979)
- Verdienter Mitarbeiter im außenpolitischen Dienst (1979)
- Verdienter Volkskontrolleur der Deutschen Demokratischen Republik (1981)
- Verdienter Mitarbeiter des Gesundheitswesens (1985)[4]
- Dorf der Jugend (1987)

### Staatliche Medaillen
- Ehrenzeichen der Deutschen Volkspolizei (1949)
- Medaille für Verdienste um das Grubenrettungswesen (1951)
- Medaille für hervorragende Leistungen im Dienst für Deutschland (1952–1962)
- Medaille für vorbildlichen Grenzdienst (1953)
- Medaille für ausgezeichnete Leistungen (1953–1969)
- Medaille für ausgezeichnete Leistungen im Wettbewerb (1953)
- Medaille für treue Dienste in der Kasernierten Volkspolizei (1954)
- Clara-Zetkin-Medaille (1954)
- Carl-Friedrich-Wilhelm-Wander-Medaille (nur 1954)
- Leistungsabzeichen der Deutschen Grenzpolizei (1954–1962)
- Leistungsabzeichen der Kasernierten Volkspolizei (1954–1956)
- Rettungsmedaille (1954)
- Medaille für die Bekämpfung der Hochwasserkatastrophe im Juli 1954 (nur 1954)
- Medaille für Treue Dienste in der Deutschen Volkspolizei (1955–1959)
- Hans-Beimler-Medaille (1956)
- Verdienstmedaille der Nationalen Volksarmee (1956)
- Leistungsabzeichen der Nationalen Volksarmee (1956–1977)
- Medaille für treue Dienste in der Nationalen Volksarmee (1956)
- Verdienstmedaille der Deutschen Reichsbahn (1956)
- Medaille für treue Dienste bei der Deutschen Reichsbahn (1956)
- Pestalozzi-Medaille für treue Dienste (1956)
- Medaille für selbstlosen Einsatz bei der Bekämpfung von Katastrophen (1957)
- Medaille für die Teilnahme an den bewaffneten Kämpfen der deutschen Arbeiterklasse in den Jahren 1918 bis 1923 (1957)
- Medaille für Kämpfer gegen den Faschismus 1933 bis 1945 (1958)
- Hufeland-Medaille (1958)
- Medaille für treue Dienste in den bewaffneten Organen des Ministeriums des Innern (1959)
- Medaille für Treue Dienste in der Freiwilligen Feuerwehr (1959)
- Medaille für ausgezeichnete Leistungen in landwirtschaftlichen Produktionsgenossenschaften (1959)
- Verdienstmedaille der Deutschen Demokratischen Republik (1959)
- Medaille für ausgezeichnete Leistungen in den bewaffneten Organen des Ministeriums des Innern (1959)
- Dr.-Theodor-Neubauer-Medaille (1959)
- Treuedienstmedaille der Deutschen Post (1960)
- Verdienstmedaille der Kampfgruppen der Arbeiterklasse (1961)
- Leistungsabzeichen der Grenztruppen (1962–1977)
- Medaille für treue Dienste in der zivilen Luftfahrt (1962)
- Verdienstmedaille der Seeverkehrswirtschaft (1965)
- Medaille für Treue Dienste in der Seeverkehrswirtschaft (1965)
- Erinnerungsmedaille 20. Jahrestag der Bodenreform – demokratische Bodenreform (nur 1965)
- Medaille für Verdienste in der Rechtspflege (1965)
- Medaille für ausgezeichnete Leistungen in den Kampfgruppen der Arbeiterklasse (1965)
- Medaille für treue Dienste in den Kampfgruppen der Arbeiterklasse (1965)
- Medaille der Waffenbrüderschaft (1966)
- Verdienstmedaille der Organe des Ministeriums des Innern (1966)
- Verdienstmedaille der Zollverwaltung der Deutschen Demokratischen Republik (1967)
- Medaille für treue Dienste in der Zollverwaltung der Deutschen Demokratischen Republik (1967)
- Medaille für Verdienste im Brandschutz (1968)
- Blücher-Medaille (1968)
- Medaille für hervorragende Leistungen in der Bewegung Messen der Meister von morgen (1969)
- Ehrenzeichen für Körperkultur und Sport der Deutschen Demokratischen Republik (1969)
- Karl-Liebknecht-Medaille (1970)
- Verdienstmedaille der Zivilverteidigung (1970)
- Verdienstmedaille der Deutschen Post (1970)
- Medaille „Vorbildliches Lehrlingskollektiv im sozialistischen Berufswettbewerb“ (1970)
- Medaille „Für sehr gute Leistungen im sozialistischen Berufswettbewerb“ (1970)
- Medaille für Verdienste in der Energiewirtschaft der Deutschen Demokratischen Republik (1971)
- Medaille für Verdienste in der Kohleindustrie der Deutschen Demokratischen Republik (1972)
- Medaille für hervorragende Leistungen im Bauwesen der Deutschen Demokratischen Republik (1972)
- Medaille für Verdienste in der Volkskontrolle der Deutschen Demokratischen Republik (1973)
- Medaille für treue Dienste im Gesundheits- und Sozialwesen (1973)
- Medaille für langjährige Pflichterfüllung zur Stärkung der Landesverteidigung der Deutschen Demokratischen Republik (1974)
- Medaille ausgezeichnetes Volkskunstkollektiv der Deutschen Demokratischen Republik (1974)
- Medaille für Verdienste im künstlerischen Volksschaffen der Deutschen Demokratischen Republik (1974)
- Medaille für hervorragende Leistungen im Bergbau und in der Energiewirtschaft der Deutschen Demokratischen Republik (1975)
- Medaille für hervorragende Leistungen in der Metallurgie der Deutschen Demokratischen Republik (1975)
- Medaille für hervorragende Leistungen in der Chemischen Industrie der Deutschen Demokratischen Republik (1975)
- Medaille für hervorragende Leistungen in der metallverarbeitenden Industrie der Deutschen Demokratischen Republik (1975)
- Medaille für hervorragende Leistungen in der Leicht-, Lebensmittel- und Nahrungsgüterindustrie der Deutschen Demokratischen Republik (1975)
- Medaille für hervorragende Leistungen im Verkehrswesen der Deutschen Demokratischen Republik (1975)
- Medaille für hervorragende Leistungen im Handel der Deutschen Demokratischen Republik (1975)
- Medaille für hervorragende Leistungen im Bereich der haus- und kommunalwirtschaftlichen Dienstleistungen der Deutschen Demokratischen Republik (1975)
- Medaille für hervorragende Leistungen in der Wasserwirtschaft der Deutschen Demokratischen Republik (1975)
- Humboldt-Medaille (1975)
- Medaille für hervorragende Leistungen in landwirtschaftlichen Produktionsgenossenschaften der Deutschen Demokratischen Republik (1977)
- Medaille für hervorragende Leistungen in der Land- und Forstwirtschaft der Deutschen Demokratischen Republik (1977)
- Medaille für treue Dienste in der Zivilverteidigung der Deutschen Demokratischen Republik (1977)
- Medaille für treue Pflichterfüllung in der Zivilverteidigung der Deutschen Demokratischen Republik (1977)
- Verdienstmedaille der Grenztruppen der Deutschen Demokratischen Republik (1977)
- Medaille für treue Dienste in den Grenztruppen der Deutschen Demokratischen Republik (1977)
- Medaille 30. Jahrestag der Gründung der DDR (1978)
- Medaille für hervorragende Leistungen im Finanzwesen der Deutschen Demokratischen Republik (1978)
- Medaille für hervorragende Leistungen in der Volkswirtschaftsplanung der Deutschen Demokratischen Republik (1978)
- Kurt-Barthel-Medaille (1979)
- Medaille für hervorragende Leistungen im außenpolitischen Dienst (1979)
- Helene-Weigel-Medaille (1980)
- Militärische Verdienstmedaille der Deutschen Demokratischen Republik (1982)
- Ehrenzeichen für hervorragende Leistungen im Brandschutz (1982)
- Medaille für hervorragende Leistungen in der Geologie (1983)
- Verdienstmedaille der Forstwirtschaft der Deutschen Demokratischen Republik (1984)
- Medaille für treue Dienste freiwilliger Helfer beim Schutz der Staatsgrenze der Deutschen Demokratischen Republik (1986)
- Johannes-Dobberstein-Medaille für Verdienste im Veterinärdienst der DDR (1987)
- Friedrich-Wolf-Medaille (1988)
- Ehrenmedaille zum 40. Jahrestag der Deutschen Demokratischen Republik (1988)